# 월프 커티
불프 커티(Wolf Kati, 본명: 불프 커털린(Wolf Katalin), 1974년 9월 24일 ~ )는 헝가리의 가수이다. 유로비전 송 콘테스트 2011에서 헝가리 대표로 참가했다.